# 奇形
奇形（きけい、畸形・畸型とも、英：deformity）とは、主に生物が先天的に肉眼形態上の異常を持っていることを指す。その結果として機能障害をきたすこともある。また、形態上の異常ではない疾患（純粋な機能異常である）精神発達遅滞や内分泌障害は奇形とは呼ばれないことが多いが、これらが奇形に合併することも多い。

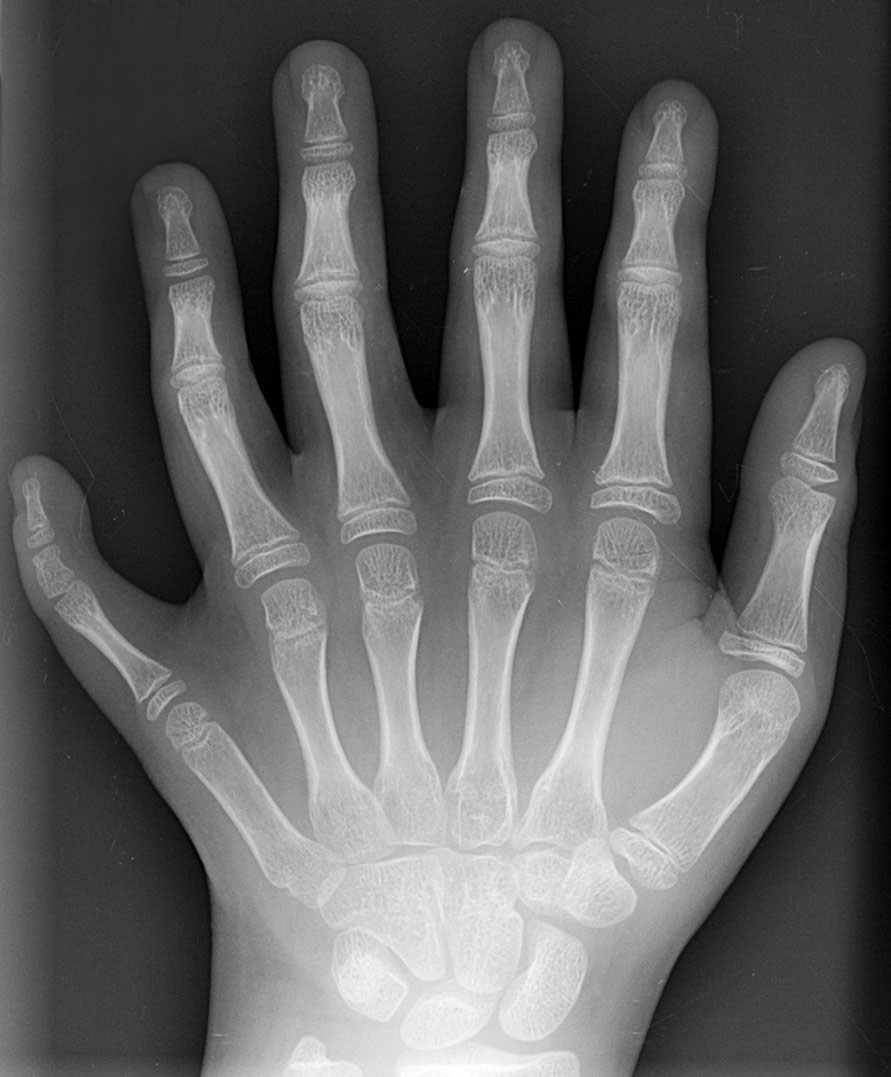
多指症のX線写真（左手） 通常5本のはずの指が6本ある。

なお、「奇形」という語は「めずらしい形」が原義である。例えば芸術作品などにおいて、標準から大きく外れた形態を持つ作品などを「奇形」と表現することもある。

## 発生
動物においては、胎児が成長する段階のなかでも器官が形成される胚芽期に外因・内因の影響を受けることが重要な条件となる。逆に、妊娠後期は器官がほぼ完成されているため外的な有害作用を受けても、奇形という結果につながる可能性は比較的低い。
植物においては、外的要因によるものがほとんどである。
微生物やウイルスにおいては、奇形というよりも突然変異と呼称するべき状況が多く見られ、特に病原体となる細菌やウイルスの突然変異は、対抗手段未開発の新種疾患になるものが多いとして恐れられている。
奇形の原因になりうる要因としては以下のようなものが挙げられる。
外的要因
- 感染症
- 化学物質
- 放射線

内的要因
- 遺伝子の異常
- 染色体異常

### 感染症
風疹、トキソプラズマ、梅毒、サイトメガロウイルスなど。

### 医薬品
サリドマイド薬禍や、にきび治療薬イソトレチノインのように医薬品が奇形の原因になることがある。

### 化学物質
ビタミンAの過剰摂取または欠乏状態で起こりえる。類似作用を示す誘導体でも起こりえる。例えば、イソトレチノインはビタミンA誘導体である。